# Мачо и ботан 2
«Мачо и ботан 2» (англ. 22 Jump Street) — американский комедийный боевик режиссёров Фила Лорда и Кристофера Миллера по мотивам телесериала «Джамп-стрит, 21». В главных ролях — Джона Хилл и Ченнинг Татум. Премьера состоялась в США 5 июня 2014 года, в СНГ — 3 июля.

## Сюжет
После успеха в программе «Джамп-стрит, 21» полицейские Мортон Шмидт и Грег Дженко вернулись к работе на улице. В своём новом расследовании дуэт пытается поймать контрабандиста Призрака, но терпит неудачу. Полицейское начальство решает дать Шмидту и Дженко такое новое задание, которое они смогли бы выполнить, поэтому их снова отправляют работать в программу «Джамп-стрит», только теперь их офис расположен на Джамп-стрит, 22, и работать они будут в колледже. Там распространяется новый синтетический наркотик «WHY-PHY», от которого уже погибла одна студентка. Из зацепок у дуэта на руках только одна фотография, на которой погибшая студентка покупает наркотик у дилера.
В колледже Дженко быстро находит общий язык со спортсменами, которые принимают его за своего. Шмидту же в колледже совершенно не нравится. Его считают переодетым копом. Тем не менее, Мортону удаётся переспать со студенткой-искусствоведкой Майей, с которой он познакомился на поэтическом слэме. Шмидт рассказывает об этом на работе и даже капитан Диксон хвалит его. Само же расследование никак не продвигается. Шмидт и Дженко навещают в тюрьме тренера Уолтерса, которого они арестовали за наркотики в прошлый раз, когда работали в школе. Тот советует им обратить внимание на редкую татуировку у дилера на фотографии. Такая татуировка в кампусе обнаруживается у спортсмена Зука, нового друга Дженко. Грег считает, что здесь какая-то ошибка, так как Зук, по его мнению, никак не может быть дилером.
Дженко успешно играет в футбол. Спортсмены решают принять его в своё братство. В нагрузку к нему они собираются принять и Шмидта, хотя тот никому не нравится, но Мортон сам отказывается проходить посвящение. Наступает родительский день. Шмидт с ужасом узнаёт, что Майя, студентка с которой у него завязались отношения, приходится дочерью капитану Диксону. В какой-то момент Мортон приходит к мысли, что всё это время в своём расследовании они шли по ложному следу. Он предполагает, что парень с татуировкой на фотографии был не дилером, а покупателем, а дилером была жертва. Шмидт и Дженко обыскивают её комнату и обнаруживают книгу из библиотеки с вырезанными страницами. Поставщик использует для распространения наркотиков библиотеку, как тихое заброшенное место. Там наркотики раскладываются в книги, которые потом разбирают дилеры.
Шмидт и Дженко с удивлением обнаруживают в библиотеке Призрака. Начинается погоня. Призраку удаётся сбежать, а прикрытие Мортона раскрывается. Майя, которая считала Мортона студентом-поэтом, начинает его ненавидеть. Грег же подумывает о том, чтобы остаться в колледже на спортивной стипендии и продолжать играть в футбол, который ему нравится. Полиция объявляет о закрытии этого дела, а виновным назначает студенческого психолога, который был знаком с жертвой и у которого в большом количестве нашли наркотики.
Шмидт работает обычным патрульным, но не может выкинуть из головы это дело, так как уверен, что полиция взяла не того. У Дженко есть подобные мысли. Поползли слухи, что наркоторговцы планируют расширяться и привезут свой наркотик на весенние каникулы в Мексику. Шмидт и Дженко снова объединяются и вместе отправляются на весенние каникулы. На месте они узнают, что распространением наркотиков занимается дочь Призрака Мерседес. Она учащаяся колледжа и первоначально жила в одной комнате с жертвой. Мерседес удаётся поймать, а Призрака взрывают в вертолёте, когда тот пытается сбежать. Дженко понимает, что и дальше хотел бы продолжать работать вместе со Шмидтом.

## В ролях
| Актёр           | Роль                         |
| --------------- | ---------------------------- |
| Ченнинг Тейтум  | Грег Дженко мачо             |
| Джона Хилл      | Мортон Шмидт ботан           |
| Петер Стормаре  | Призрак                      |
| Уайатт Рассел   | Зук Хэйт                     |
| Эмбер Стивенс   | Майя Диксон                  |
| Джиллиан Белл   | Мерседес                     |
| Айс Кьюб        | капитан Диксон               |
| Ник Офферман    | Заместитель начальника Харди |
| Джимми Татро    | Рустер                       |
| Дэйв Франко     | Эрик Молсон                  |
| Ричард Греко    | Деннис Букер                 |
| Роб Риггл       | мистер Уолтерс физрук        |
| Куин Латифа     | миссис Диксон                |
| Пэттон Освальт  | профессор Джейкобс           |
| Гарри Бенджамин | тренер (в титрах не указан)  |

## Критика
Фильм получил положительные отзывы от кинокритиков. На сайте Rotten Tomatoes фильм имеет рейтинг 84 % на основе 224 рецензий со средним баллом 7 из 10. На сайте Metacritic фильм имеет оценку 71 из 100 на основе 46 рецензий критиков, что соответствует статусу «в целом положительные отзывы».

## Продолжение и кроссовер
10 сентября 2014 года было объявлено о продолжении фильма. 7 августа 2015 года стало известно, что Фил Лорд и Кристофер Миллер не вернутся к должности режиссёров, но будут в качестве продюсеров. В марте 2016 года режиссёром фильма был назначен Джеймс Бобин.
10 декабря 2014 года выяснилось, что Sony планировала кроссовер между «Людьми в чёрном» и «Мачо и ботаном». Новость просочилась после того, как Sony Pictures Entertainment был взломан, а затем была подтверждена режиссёрами фильмов «Мачо и ботан» Филом Лордом и Кристофером Миллером во время интервью. Джеймс Бобин был объявлен как режиссёр в 2016 году.
В начале 2015 планировалось снять женский вариант «Мачо и ботан». Но статус этого фильма до сих пор остается неясным. В декабре 2016 года стало известно, что Родни Ротман возьмётся за создание фильма. В декабре 2018 года Тиффани Хэддиш и Аквафина вели переговоры на роли пары полицейских под прикрытием, выдавая себя за учителя средней школы и её дочь соответственно. Фил Лорд и Крис Миллер должны были вернуться к франшизе в качестве продюсеров. В январе 2019 года стало известно, что проект больше не находится в разработке.